# Prototheora cooperi
Prototheora cooperi är en fjärilsart som beskrevs av Antonius Johannes Theodorus Janse 1942. Prototheora cooperi ingår i släktet Prototheora och familjen Prototheoridae. Inga underarter finns listade i Catalogue of Life.